# سکیگاهارا، گیفو
سکیگاهارا، گیفو (به لاتین: Sekigahara, Gifu) یک شهر در ژاپن است که در استان گیفو واقع شده‌است.

## خصوصیات
سکیگاهارا  ۷٬۹۶۵ نفر جمعیت دارد.